# Бібірево (район Москви)
Бі́бірево (рос. Би́бирево) — адміністративний район в Москві, входить до складу Північно-Східного адміністративного округу. Населення станом на 1 січня 2017 року 159811 чол., площа 6,45 км².
Район утворено в 5 липня 1995 року.

На території району розташована станції метро «Алтуф'єво» та «Бібірево».